# Comté de Cabarrus
Pour les articles homonymes, voir Cabarrus.
Le comté de Cabarrus est un comté situé dans l'État de Caroline du Nord aux États-Unis. Lors du recensement de 2010, sa population est de 178 011 habitants. Son siège est la ville de Concord. Il tient son nom en l'honneur de Stephen Cabarrus, speaker à la Chambre des représentants de Caroline du Nord.
Parmi ses sites historiques importants se trouve la Reed Gold Mine (en), sur la liste des National Historic Landmark. Le premier gisement d'or découvert aux États-Unis y a été trouvé en 1799, entraînant une ruée vers l'or au début des années 1800. Tant d'or en a été extrait que le président Andrew Jackson a établi la Monnaie américaine pour le contrôler.
La région était une zone de culture du coton avant la guerre de Sécession industrialisée grâce aux moulins à la fin du XIXe siècle. La Coleman Manufacturing Company (en), qui a commencé en 1897, est considérée comme la première usine de coton construire dans pays, détenue et exploitée par des Afro-Américains. C'était la propriété de W.C. Coleman, John C. Dancy (collecteur des douanes), et des partenaires principalement de Wilmington, bien que les investisseurs soient aussi des capitalistes du comté.

## Démographie
| 1800  | 1810  | 1820  | 1830  | 1840  | 1850  |
| ----- | ----- | ----- | ----- | ----- | ----- |
| 5 094 | 6 158 | 7 248 | 8 810 | 9 259 | 9 747 |

| 1860   | 1870   | 1880   | 1890   | 1900   | 1910   |
| ------ | ------ | ------ | ------ | ------ | ------ |
| 10 546 | 11 954 | 14 964 | 18 142 | 22 456 | 26 240 |

| 1920   | 1930   | 1940   | 1950   | 1960   | 1970   |
| ------ | ------ | ------ | ------ | ------ | ------ |
| 33 730 | 44 331 | 59 393 | 63 783 | 68 137 | 74 629 |

| 1980   | 1990   | 2000    | 2010    | - | - |
| ------ | ------ | ------- | ------- | - | - |
| 85 895 | 98 935 | 131 063 | 178 011 | - | - |

## Communautés
- Délimitation du comté
- Concord (siège)
- Villes

### Cities
- Concord
- Kannapolis
- Locust

### Towns
- Harrisburg
- Mount Pleasant
- Midland